# Fysische verwering

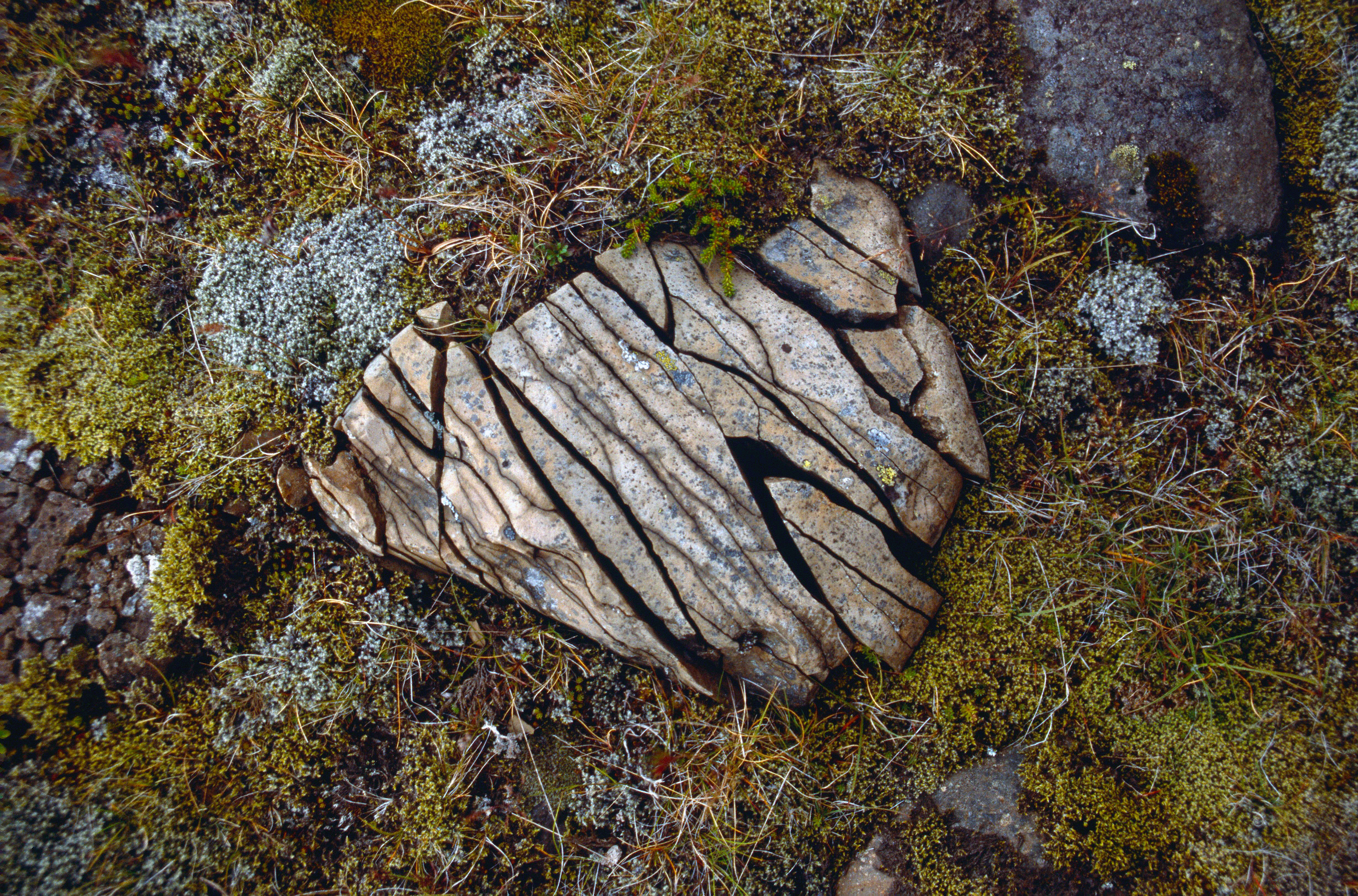
een door vorstverwering gespleten steen, Zuid IJsland

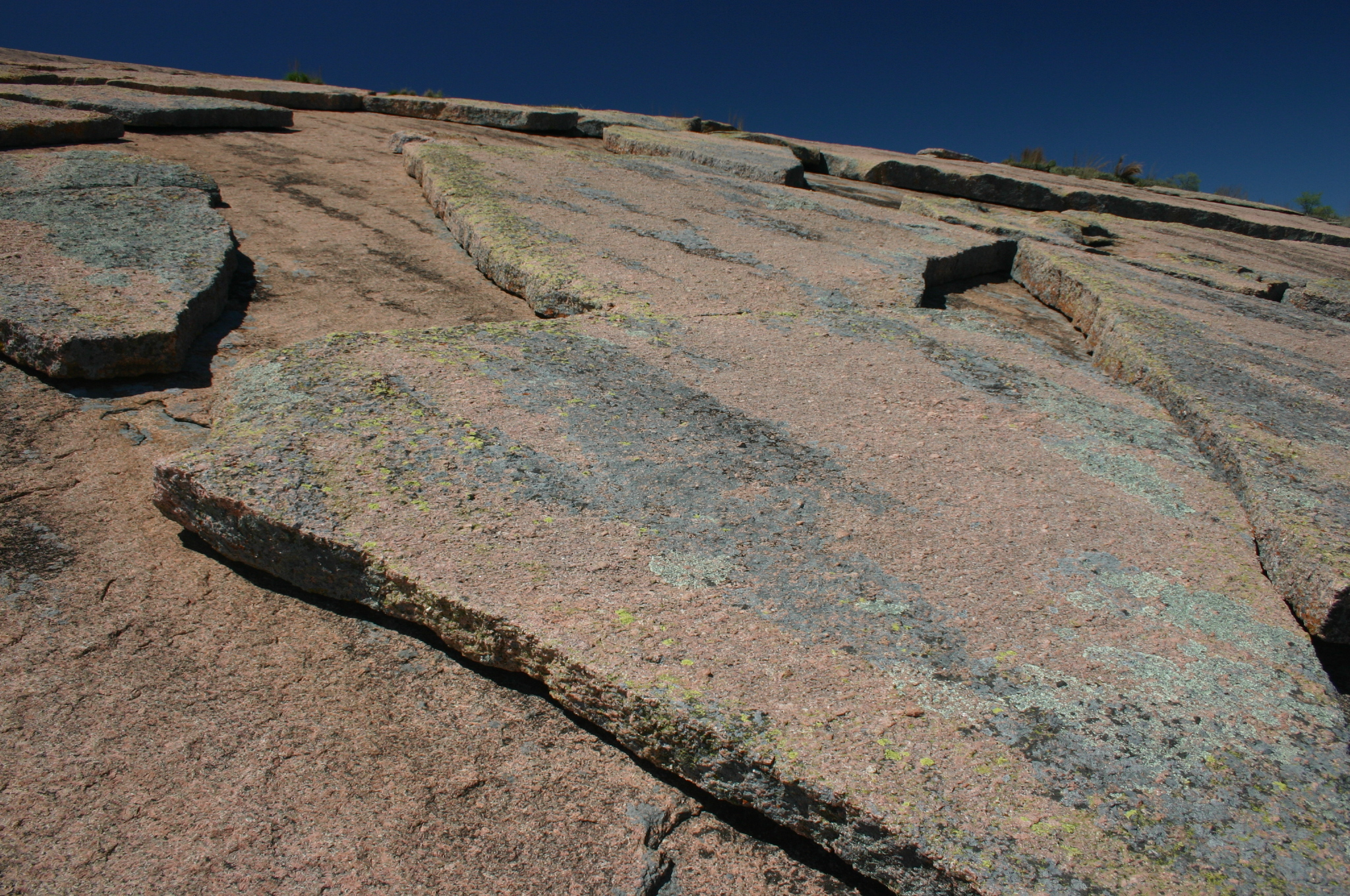
thermische verwering van graniet, Texas, USA

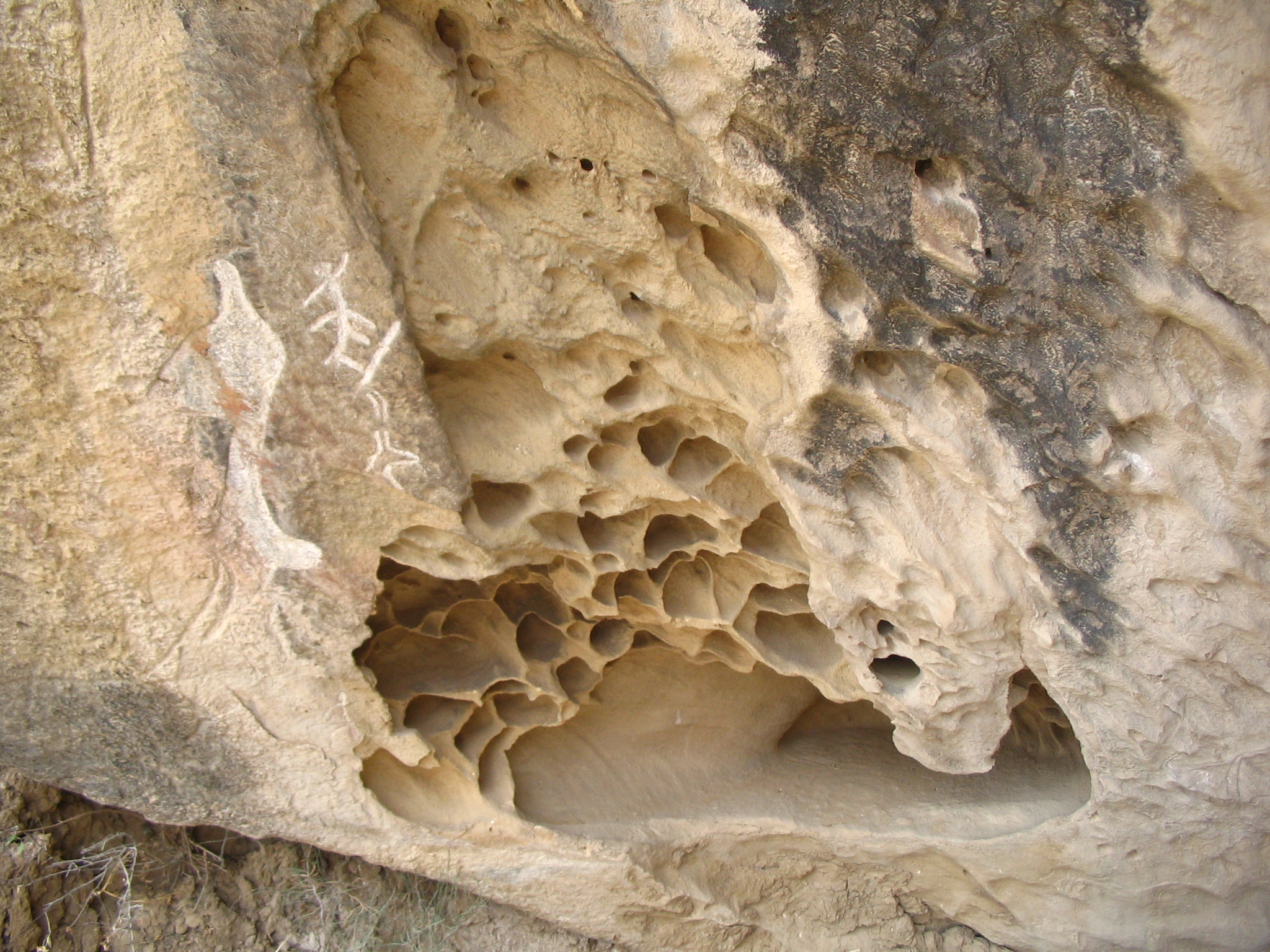
zoutverwering in zandsteen, Azerbeidzjan

Fysische verwering of mechanische verwering is verwering door fysische krachten. Het is een algemene vorm van verwering. Fysische verwering zorgt voor het uiteenvallen van gesteenten in kleine deeltjes. Het belangrijkste kenmerk van fysische verwering is dat de samenstelling van het gesteente niet verandert: er vindt geen chemische reactie plaats, het gesteente raakt alleen verbrokkeld. In koude en deels ook in aride klimaten speelt fysische verwering een belangrijke rol. In andere klimaten is chemische verwering belangrijker.
Er kunnen verschillende vormen van mechanische verwering worden onderscheiden:

## Vorstverwering(gelifractie)
Water vindt een weg door grote en kleine scheuren in het gesteente. Als het water in deze poriën en diaklazen bevriest wordt het ijs, dat een groter volume (9%) inneemt dan water. Dit zorgt ervoor dat de poriën wat uiteen gedrukt worden en er scheuren ontstaan in het omliggende gesteente. Bij het ontdooien blijven deze scheuren openstaan, zodat er een volgende keer meer water kan binnendringen. Door dit proces zal het gesteente splijten en verbrokkelen. Vorstverwering is vooral werkzaam in koude klimaten en in het hooggebergte.
Het splijten van gesteente door het bevriezen van water kan gepaard gaan met geluiden of trillingen van de ondergrond die doen denken aan een aardbeving. Dit verschijnsel wordt cryoseismiek of vorstbeving genoemd

## Woestijnverwering (thermische verwering)
Dit komt met name voor in woestijnen, waar het gesteente overdag door zonnestralen sterk wordt verhit (insolatie) en het 's nachts door uitstraling weer sterk afkoelt. Gesteente absorbeert straling goed, waardoor de temperatuurverschillen tussen dag en nacht meer dan 60° kunnen bedragen. Vanwege de slechte geleiding dringt de straling niet diep door in het gesteente. Door het uitzetten en krimpen van de buitenste laag ontstaan er spanningen die er toe leiden dat de buitenste schil loslaat.

## Drukontlasting (exfoliatie)
Exfoliatie heeft te maken met veranderingen in druk. Het treed op als het bovenliggend gesteente langzaam verdwijnt door erosie, verwering, tektonische opheffing, massabeweging of het terugtrekken van een gletsjer. De belasting op het onderliggende gesteente zal hierdoor afnemen, waardoor het enigszins zal opveren. Dit veroorzaakt breukvlakken in het materiaal die min of meer parallel aan het oppervlak lopen en soms doen denken aan de lagen van een ui. 

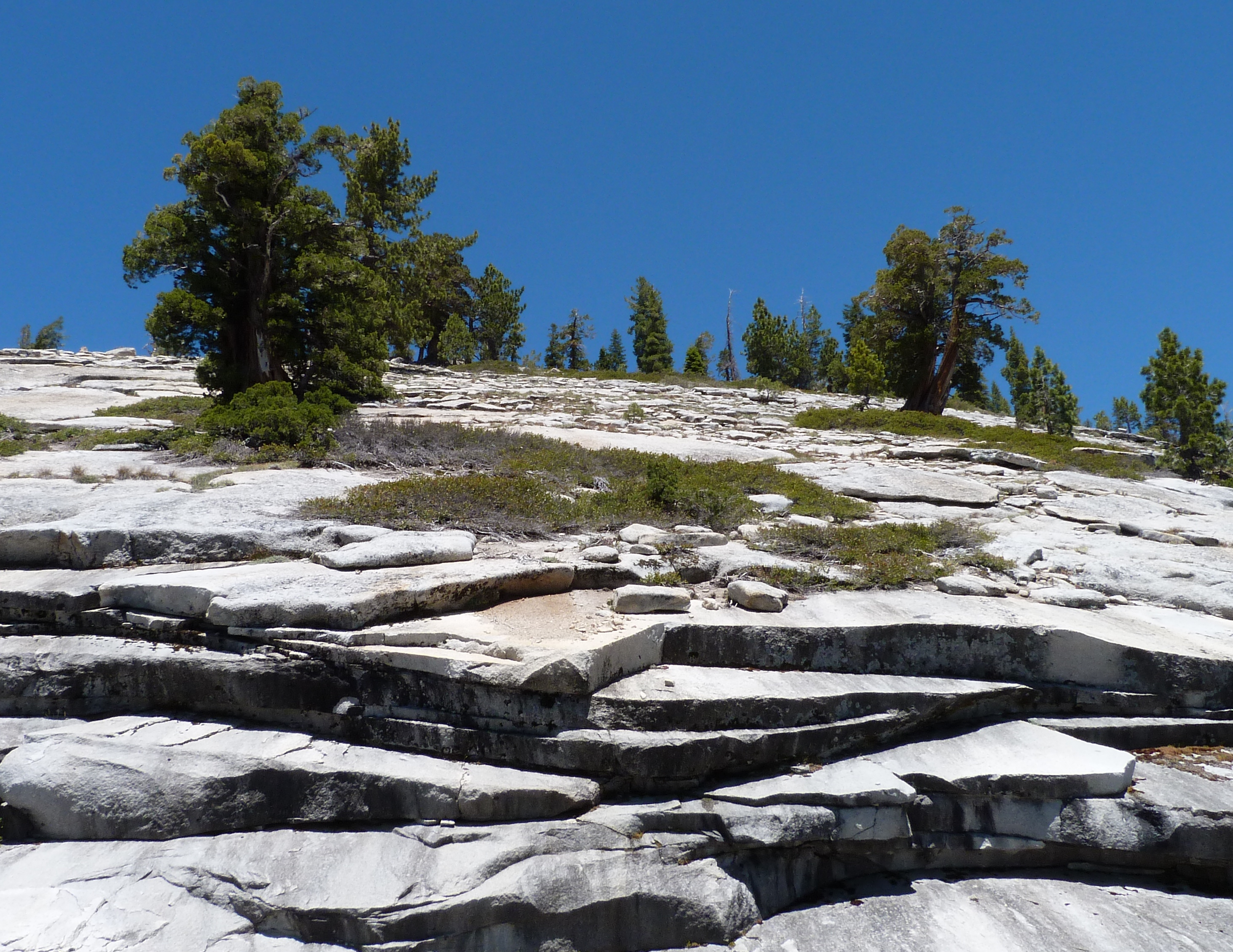
Exfoliatie van graniet in Yosemite National Park, California

## Zoutverwering (haloklastie)
De desintegratie van gesteente kan ook worden veroorzaakt door het uitkristalliseren van zouten uit verdampend grondwater. In poriën en diaklazen wordt capillair water vastgehouden, aangevuld door dauwwater vanwege de sterke nachtelijke afkoeling. De in het water opgeloste zouten kristalliseren uit bij verdamping. Door het verder aangroeien van deze zoutkristallen kunnen scheuren in het gesteente worden verwijd en kan het gesteente uiteindelijk uiteen verbrokkelen. Deze laatste vorm van verwering komt voor in aride klimaten.

## Mechanische verwering door boomwortels
Boomwortels dringen door in diaklazen van het gesteente en kunnen door diktegroei het gesteente uiteen doen wijken.